# Радянські образи під час російсько-української війни
Радя́нські о́брази використовувалися російськими військами під час російсько-української війни, особливо після російського вторгнення в Україну 24 лютого 2022 року.

## Історія

Прапор СРСР був помічений на російських танках та в окупованих містах

Прапор Перемоги за радянських часів висів у багатьох окупованих містах України

Після вторгнення деякі російські танки були показані зі старим прапором Радянського Союзу поряд із військовим символом «Z», який провів військову оборону. Американський політолог Марк Бейсінгер сказав France 24, що мета використання цих символів не обов'язково пов'язана з комунізмом, а радше бажанням відновити «російське панування над Україною», зазначивши, що використання радянської символіки в більшості пострадянських держав (за винятком Росії та Білорусі) часто розглядається як провокаційний акт.
Американський історик Енн Епплбаум сказала The Guardian, що «оскільки сучасна Росія не стоїть ні за що, крім корупції, нігілізму та особистої влади Путіна, вони повернули радянські прапори, а також статуї Леніна, щоб символізувати перемогу Росії». У багатьох окупованих містах українські прапори замінили на Прапори Перемоги. Ці банери, які означали поразку Росією нацистської Німеччини в 1945 році, мають символічне значення, оскільки президент Російської Федерації Володимир Путін сказав, що метою російського вторгнення була денацифікація України. Багато пам'ятників Володимиру Леніну було демонтовано після Євромайдану 2014 року або відповідно до законів про декомунізацію, ухвалених у 2015 році в результаті Євромайдану. Проте в окупованих Росією містах багато з цих пам'ятників було встановлено повторно.
Крім символіки, більшовизм російських агресорів виявлятиметься в їхній топонімічній політиці. Так, окупанти повсюдно «повертають» захопленим поселенням та містам (а також тим, які хочуть захопити) їхні радянські назви. Це офіційно мотивується бажанням відновити історичну справедливість. Насправді ж, як правило, відновлюються антиісторичні назви дані більшовиками у 1920-х і 1930-х роках замість або повернутих історичних (дореволюційних) або ж українізованих назв, отриманих у рамках компанії з декомунізації країни 2014–22 років. Приклади: Артемівськ замість Бахмута, Красний Лиман замість Лимана, Володарське замість Нікольського, Стаханов замість Кадіївки тощо.
У квітні 2022 року було опубліковане рашистське відео, де українська пенсіонерка вітає українських солдатів у своєму будинку поблизу Дворічної, яких вона вважала росіянами, з радянським прапором поширилося в проросійських соціальних мережах і опублікувалося в підконтрольних російській державі ЗМІ. Жінка розповіла, що вони з чоловіком «чекали, молилися за них, за Путіна і всіх людей». Українські воїни давали їй їжу, але далі знущалися над нею та топтали її радянський прапор. Це викликало обурення в Росії і було використано російськими пропагандистами, щоб доводити, що російське вторгнення має народну підтримку. У Росії створені мурали, листівки, вуличне мистецтво, білборди, шеврони та наклейки із зображенням жінки та червоним більшовицьким прапором. Особливий акцент робився на "святотатстві", яким на думку рашистів є наруга над "прапором перемоги".

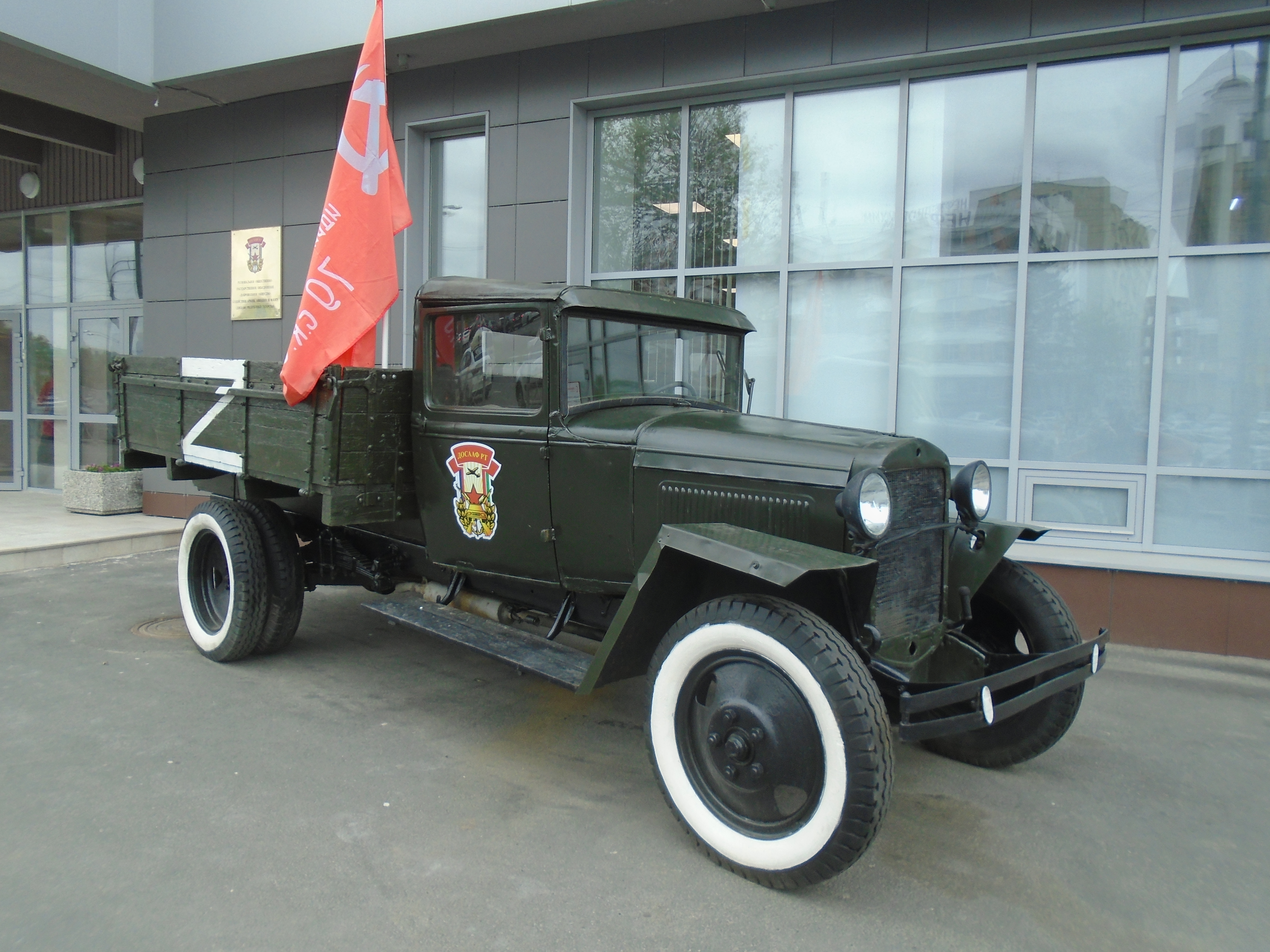
Прапор Перемоги та символ Z на російській військовій машині в Казані.

Пізніше пенсіонерка Анна Іванова, яка вийшла з червоним більшовицьким прапором назустріч українським військовим, почала клясти російську армію за зруйнований дім. Усупереч російській пропаганді, син Анни Іванівни не вивозив її в Росію, а сама вона розібралась, що її дім обстрілюють російські окупанти. Анна Іванівна казала, що вийшла до українських військових, бо гадала, що це російські окупанти й намагалась «примиритися» з ними червоним більшовицьким прапором, аби вони «не громили» село й Україну. Але тепер вона почуває себе «зрадницею». Її онук у Польщі.